# Tupolew Tu-134
Die Tupolew Tu-134 (russisch Туполев Ту-134, NATO-Codename: Crusty) ist ein zweistrahliges Kurzstreckenflugzeug des sowjetischen Herstellers Tupolew für bis zu 80 Passagiere.

## Entwicklung

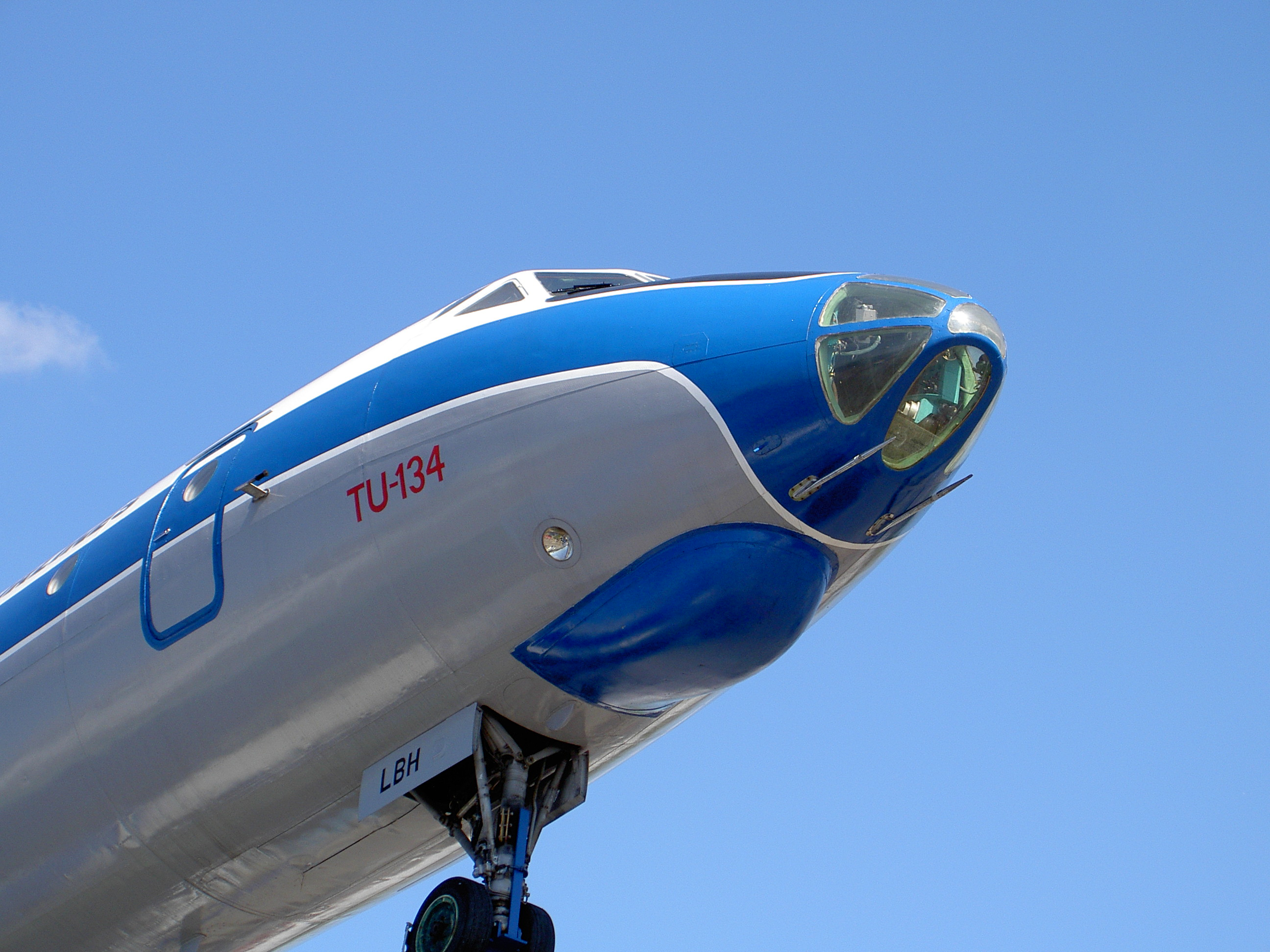
Tu-134K mit Glasbug

Nachdem Nikita Chruschtschow im Jahr 1960 in Frankreich die Caravelle, das erste Flugzeug mit den Triebwerken im Heck kennengelernt hatte, gab der Ministerpräsident Tupolew den Auftrag, ein solches leiseres Flugzeug zu entwickeln. Die Entwicklungsarbeiten für dieses Nachfolgemuster für die Tu-104 begannen unter der Leitung von Leonid Seljakow und Alexander Archangelski. Finanziert wurde das Projekt vom Ministerium für Zivilluftfahrt (GUGWF) und der Aeroflot. Da viele Baugruppen von der Tu-124 übernommen wurden, konnte der Prototyp in deren Fertigungsstraße im Charkower Werk gebaut werden. Aus diesem Grunde wurde die Tu-134 zum Anfang der Erprobung als Tu-124A bezeichnet. Nach einigen grundlegenden Veränderungen an der Zelle wurde jedoch eine eigene Typbezeichnung vergeben.
Es entstanden zwei Prototypen. Der erste, mit Solowjow D-20-Triebwerken ausgerüstete (Kennzeichen СССР-45075) startete am 29. Juli 1963 mit dem Testpiloten Alexander Danilowitsch Kalina zum Erstflug. Am 16. September 1964 wurde der Typ der Öffentlichkeit vorgestellt. Es entstanden fünf oder sechs Vorserienmaschinen, die mit leistungsstärkeren Solowjow D-30-Antrieben ausgerüstet waren, die auch bei den Serienmodellen beibehalten wurden. Etwa Mitte der 1960er Jahre lief die Serienproduktion der Tu-124 in Charkow aus und wurde von der Tu-134-Fertigung abgelöst. Das erste Serienexemplar wurde am 9. September 1967 offiziell bei der Aeroflot auf der Strecke Moskau–Sotschi in Dienst gestellt. Ab 1980 wurde die Tu-134 mit verkleideter Rumpfnase – die das Navigationsradar beherbergte und den bis dahin verwendeten verglasten Bug ersetzte – ausgeliefert. Die Produktion der Tu-134 endete 1984 nach 853 gebauten Exemplaren. Das letzte Exemplar mit der Werksnummer 66368 wurde nach Nordkorea ausgeliefert und flog dort bis mindestens 2018 für Air Koryo unter dem Kennzeichen P-814.
Verspäteter Nachfolger sollte die Tu-334 werden, deren Entwicklung allerdings 2009 eingestellt wurde.

## Konstruktion

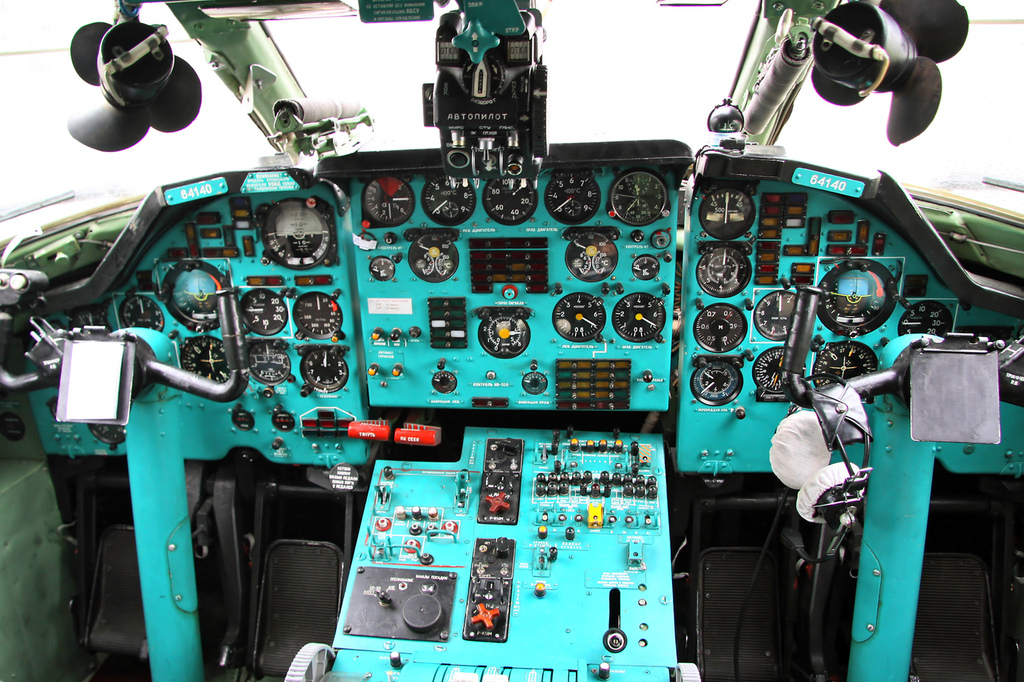
Cockpit einer Tu-134UBL

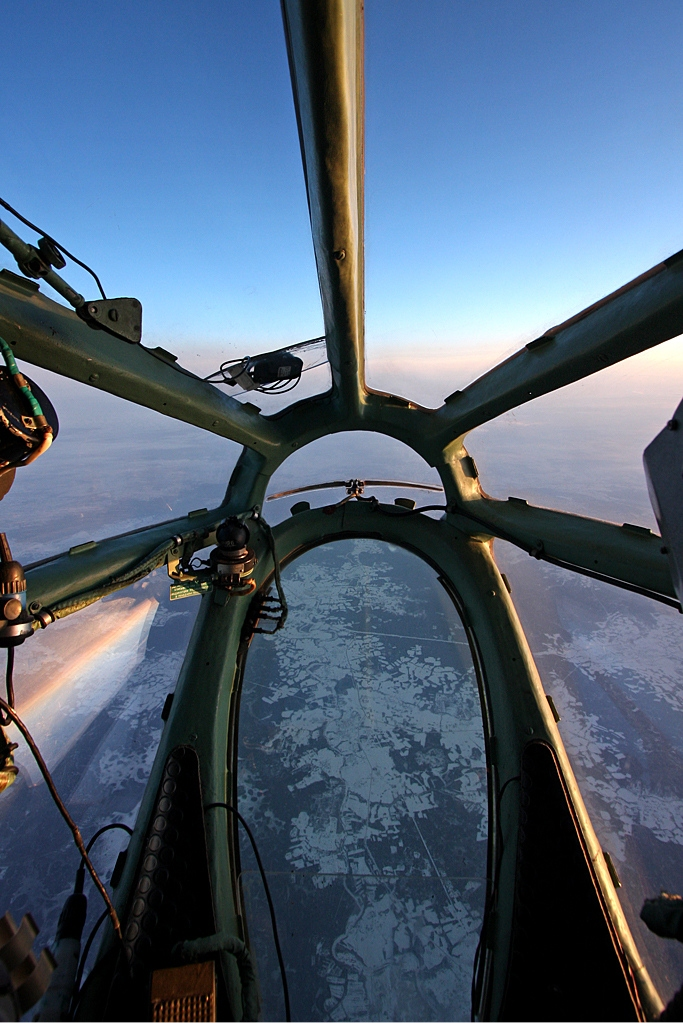
Blick durch die verglaste Rumpfspitze

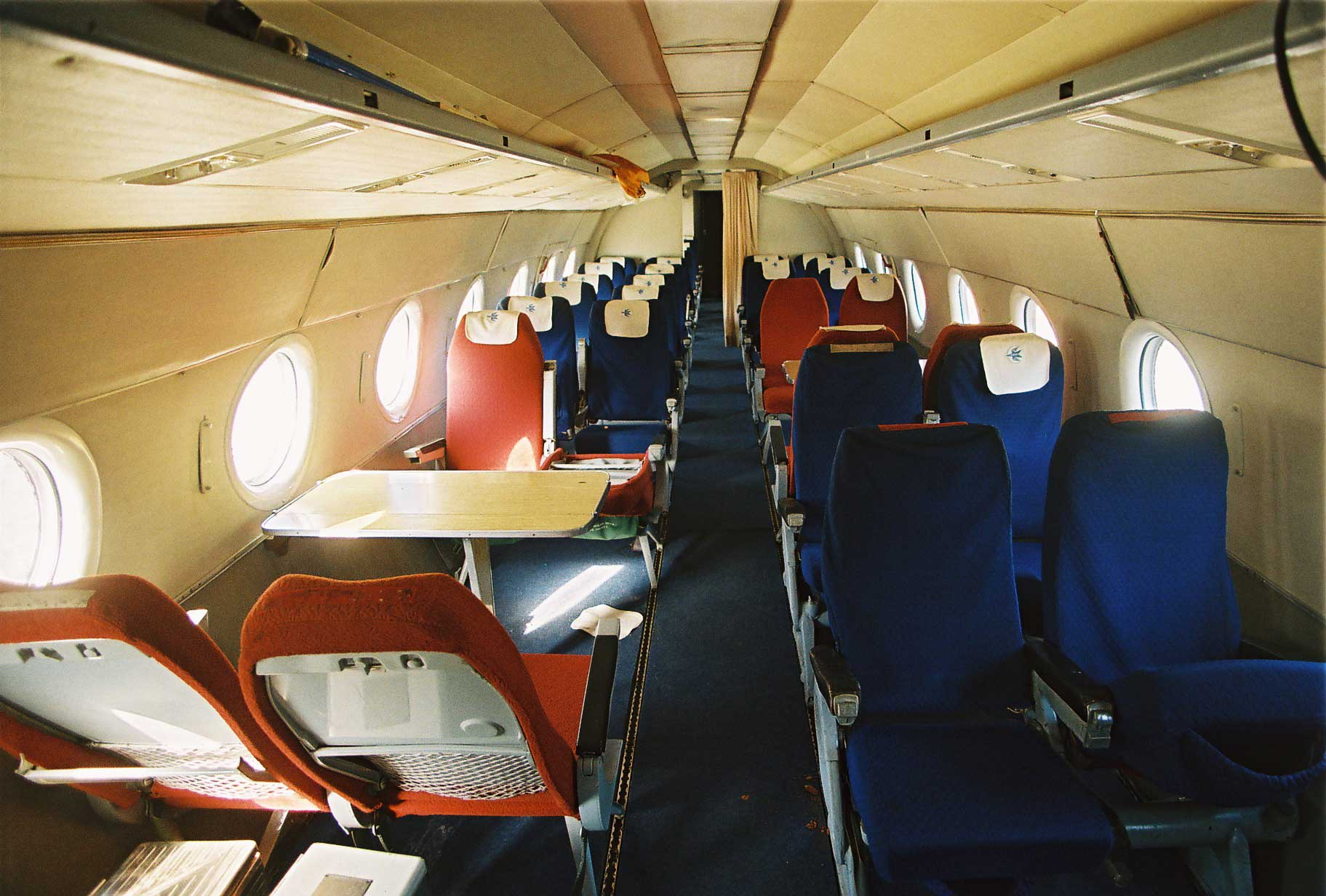
Passagierraum

Die Tu-134 wurde aus der Tupolew Tu-124 entwickelt; die konstruktive Auslegung des Rumpfes, des Fahrwerkes und der Tragflächen sind ähnlich. Die geänderte Position der Triebwerke führt jedoch zu einer Neukonstruktion des Leitwerkes. Die Tu-134 ist ein als Tiefdecker ausgelegtes Ganzmetallflugzeug. Der Rumpf weist einen kreisförmigen Querschnitt auf und verfügt über eine Druckkabine. In der verglasten Rumpfspitze befindet sich der Arbeitsplatz des Navigators. Das Radargerät ist in einer Wanne unter dem Rumpf untergebracht.
Die Tragflächen sind für einen Flug im hohen Unterschallbereich stark gepfeilt und weisen eine negative V-Stellung auf, um die unerwünscht hohe Richtungsstabilität des Pfeilflügels herabzusetzen. Dies führt jedoch zu einer relativ geringen Bodenfreiheit und schränkt Starts und Landungen bei starkem Seitenwind ein. Die Tragflächen weisen an den Enden Querruder in Normalbauart auf. Die geteilten Landeklappen sind als Doppelspaltklappen ausgeführt. Zur Erhöhung des Widerstandes im Landeanflug verfügt die Tu-134 über eine Rumpfklappe. Die keulenförmigen Verkleidungen zur Aufnahme des Hauptfahrwerkes wirken im Sinne der Flächenregel.
Das Flugzeug verfügt über die ZTL-Triebwerke vom Typ Solowjow D-30, eine Weiterentwicklung des bereits in der Tu-124 verwendeten D-20. Im Unterschied zur Tu-124 wurden die Triebwerke am Heck angebracht. Als Vorteil der Anbringung wurden ein aerodynamisch sauberer Flügel, eine einfachere Konstruktion durch die unkomplizierte Krafteinleitung, die Verringerung von Vibrationen und die leichtere Beherrschbarkeit des Flugzeuges bei Ausfall eines Triebwerkes angesehen. Durch die veränderte Position der Triebwerke verlagert sich jedoch der Schwerpunkt, was zu einer Verschiebung der Tragflächen nach hinten führt.
Die Anbringung der Triebwerke ließ eine Leitwerkskonstruktion in Normalbauweise nicht mehr zu. Stattdessen ist das Leitwerk in T-Form ausgeführt. Die Höhenflosse wird bei Start und Landung elektrisch abgesenkt, um die durch Lage und Konstruktion der Tragflächen bedingten hohen Anstellwinkel zu ermöglichen.
Das Fahrwerk ist ein klassisches Dreipunktfahrwerk. Das doppelt bereifte Bugrad zieht nach hinten in den Rumpf ein. Das Hauptfahrwerk weist jeweils vier an einem Schlitten befestigte Räder auf und zieht nach hinten in die keulenförmigen Verkleidungen an den Tragflächen ein. Die Auslegung des Fahrwerkes, insbesondere die Mehrfachbereifung und die breite Spur des Hauptfahrwerkes gestatten die Benutzung unbefestigter Start- und Landebahnen.
Die Tu-134 ist ebenso wie die Tu-124 für hohe Fluggeschwindigkeiten ausgelegt. Die Nachteile der Tragflächenkonstruktion der Tu-124 konnten nicht beseitigt werden, was Starts und Landungen bei starkem Seitenwind verkomplizierte.

## Weiterentwicklung und Varianten
Die erste Version der Tu-134 hatte noch den gläsernen „Bomberbug“, hinter dem der Navigator saß – ein Tribut an die schlechte navigatorische Infrastruktur in weiten Teilen Russlands. Die weiterentwickelte Tu-134A war geringfügig länger und konnte 76 statt 72 Passagiere aufnehmen. Die leistungsstärkeren Triebwerke vom Typ Solowjow D-30-II verhalfen diesem Typ zu etwas besseren Flugleistungen. Das Wetter-Radar wurde aus der Wanne unter dem Rumpf in die Bugspitze verlegt. Durch die Radomverkleidung ist die Tu-134A äußerlich leicht von der Ursprungsvariante zu unterscheiden. Der Navigator, der bisher seinen Platz im Bug hatte, saß nun zwischen den Piloten. Allerdings wurden für einen gewissen Zeitraum auch Tu-134A mit verglaster Bugspitze und Radar unter dem Rumpf gebaut. Die Rumpfklappe entfiel bei der Tu-134A.
Im militärischen Bereich wurde die Tu-134 vorrangig als VIP-Transporter verwendet.
Für die Ausbildung von Besatzungen der Tupolew Tu-22 sowie für die Ausbildung von Navigatoren entstanden einige spezielle Varianten, die durch den geänderten Bug von der Zivilausführung leicht zu unterscheiden sind. Dabei wurden im Prinzip die Bugsektionen einschließlich der Funkmessausrüstung an die Tu-134 angebaut. Ein ähnliches Verfahren wurde in den 1990er Jahren für die Erprobung des Radargerätes der Su-3x-Familie angewandt.
Die Tupolew Tu-334 war ein Projekt für ein konzeptionell ähnliches Flugzeug, sollte jedoch eine vollkommene Neuentwicklung sein. Allerdings wurde das Projekt zugunsten anderer Entwicklungen 2009 eingestellt.
Insgesamt wurden 852 Flugzeuge der Varianten Tu-134, Tu-134A, Tu-134B, Tu-134UBL und Tu-134Sch produziert.

## Versionen

Tu-134 auf einer Briefmarke der DDR von 1969

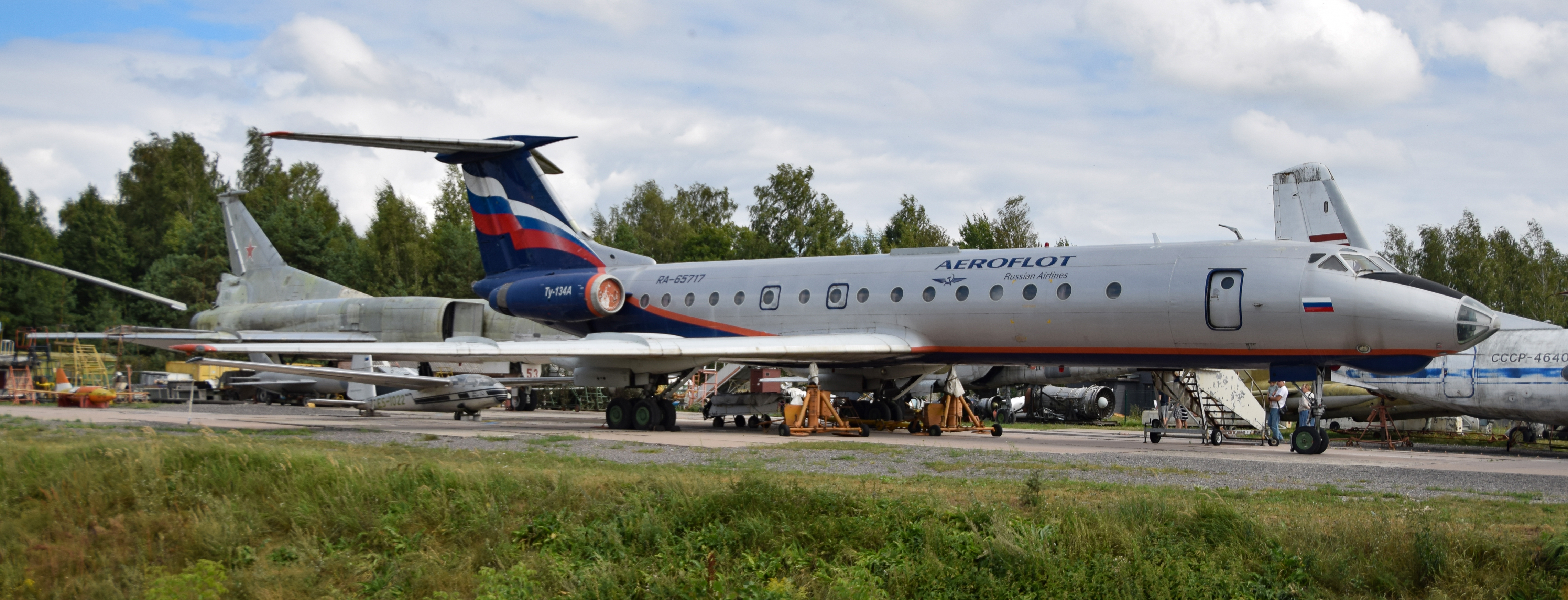
Tu-134A-3 im Rigaer Luftfahrtmuseum

- Tu-124A: Erster Prototyp СССР-45075 für 52 bis 56 Passagiere mit den Triebwerken Solowjow D-20P-125
- Tu-134 „Dubljor“: Zweiter Prototyp für bis zu 64 Passagiere mit den Triebwerken Solowjow D-30 Serie 1 (D-25P-125-5); Erstflug am 9. September 1964
- Tu-134 (NATO-Codename „Crusty“): Erste Serienversion für bis zu 74 Passagiere
- Tu-134N: Interne Bezeichnung einer Variante der Tu-134 in der DDR mit den Triebwerken Solowjow D-30-I und Bremsschirm
- Tu-134K: Salonversion der Tu-134
- Tu-134S: Projekt einer Transportvariante der Tu-134
- Tu-134LK: Version der Tu-134 als fliegendes Labor für die Raumfahrt; eingesetzt bei der Kosmonautenausbildung
- Tu-134A: Modernisierte Version der Tu-134 mit den Triebwerken Solowjow D-30 Serie 2 mit Umkehrschub und einem Hilfsaggregat (APU) TA-8
- Tu-134A/N: Interne Bezeichnung einer Variante der Tu-134A in der DDR mit verglastem Bug für den Navigator
- Tu-134A-3: Version der Tu-134A mit erhöhter Startmasse und den Triebwerken Solowjow D-30 Serie 3; ein Teil der Tu-134A wurden zu Tu-134A-3 aufgerüstet
- Tu-134AK: Version der Tu-134A mit 24 Sitzplätzen in der 1. Klasse und 13 in der Salonklasse
- Tu-134A „Salon“: Auf den Standard der Tu-134AK umgebaute Tu-134A
- Tu-134SCh: Version der Tu-134A-3 mit Seitensichtradar und Kameras (sichtbares Licht und Infrarot) für die Überwachung von landwirtschaftlichen Flächen
- Tu-134Sch: Version der Tu-134A für die Ausbildung von Piloten für den Waffeneinsatz; die Variante Tu-134Sch-1 dient der Schulung von Besatzungen der Tu-22 und Tu-22M, die Tu-134Sch-2 für die Schulung von Besatzungen von Frontbombenflugzeugen wie der Jak-28; früher als Tu-134UTsch bezeichnet; wegen der markanten Bugnasenform wurde sie von den Besatzungen Burattino genannt
- Tu-134BSch: Andere Bezeichnung der Tu-134Sch-1 zur Ausbildung von Tu-22M-Besatzungen
- Tu-134Sch-SL: Version als fliegendes Labor zum Test von Radarausrüstung
- Tu-134B: Modernisierte Version der Tu-134A für bis zu 80 Passagiere und verringerten Besatzung und modernerem Wetterradar
- Tu-134B-1: Version der Tu-134B für bis zu 90 Passagiere
- Tu-134B-3: Version der Tu-134B mit den Triebwerken Solowjow D-30 Serie 3 für bis zu 96 Passagiere
- Tu-134BW: Version der Tu-134B als fliegendes Labor für die Raumfahrt; eingesetzt bei der Entwicklung der Steuerungseinrichtungen der Raumfähre Molnija Buran
- Tu-134B „Salon“: Salonversion der Tu-134B

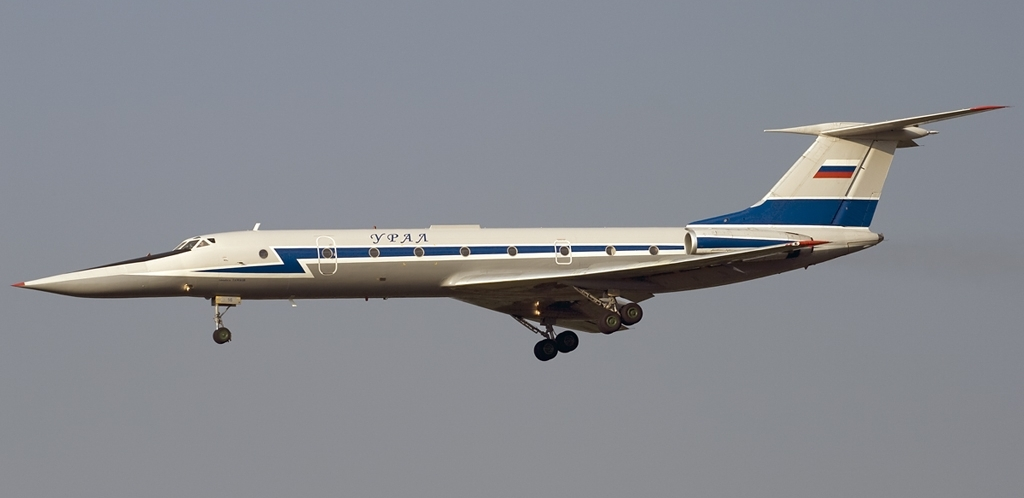
Tu-134UB-L

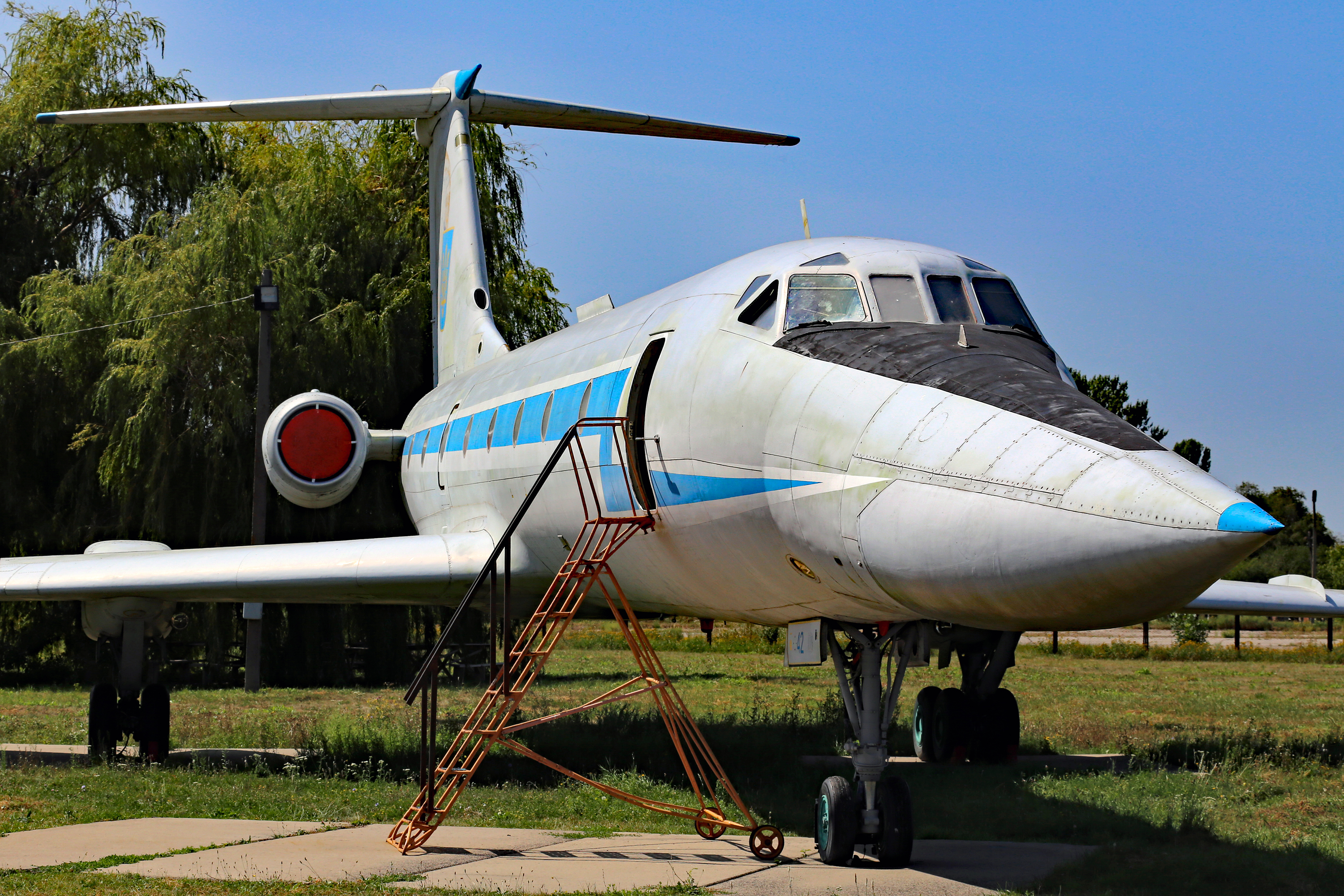
Tu-134UB-L im Museum Poltawa

- Tu-134UB-L: Version auf der Basis der Tu-134A zur Schulung von Besatzungen der Tu-22M-3 und Tu-160 mit einer geänderten Bugnase zur Aufnahme des entsprechenden Radars; Erstflug 1981, anschließend bis 1983 Produktion von etwa 77 bis 90 Stück im Flugzeugwerk Charkow[2]
- Tu-134UB-K: Eine umgebaute Tu-134UB-L zur Ausbildung der Navigatoren und Waffenoperatoren der Tu-22M-3; auch als Tu-134UB-KM bezeichnet
- Tu-134 „Imark“: Version der Tu-134A mit einem Seitensichtradar für die Kartierung und der Umweltüberwachung
- Tu-134D: Projekt einer Modernisierung der Tu-134 mit den stärkeren Triebwerken Solowjow D-30A
- Tu-134DOL: Projekt einer Version als fliegende Augenklinik
- Tu-134M: Projekt einer Modernisierung der Tu-134B mit den Triebwerken Iwtschenko Progress D-436T1-134
- Tu-134LLSchP: Fliegendes Laboratorium für Versuch von Bremsschirmen

## Einsatz

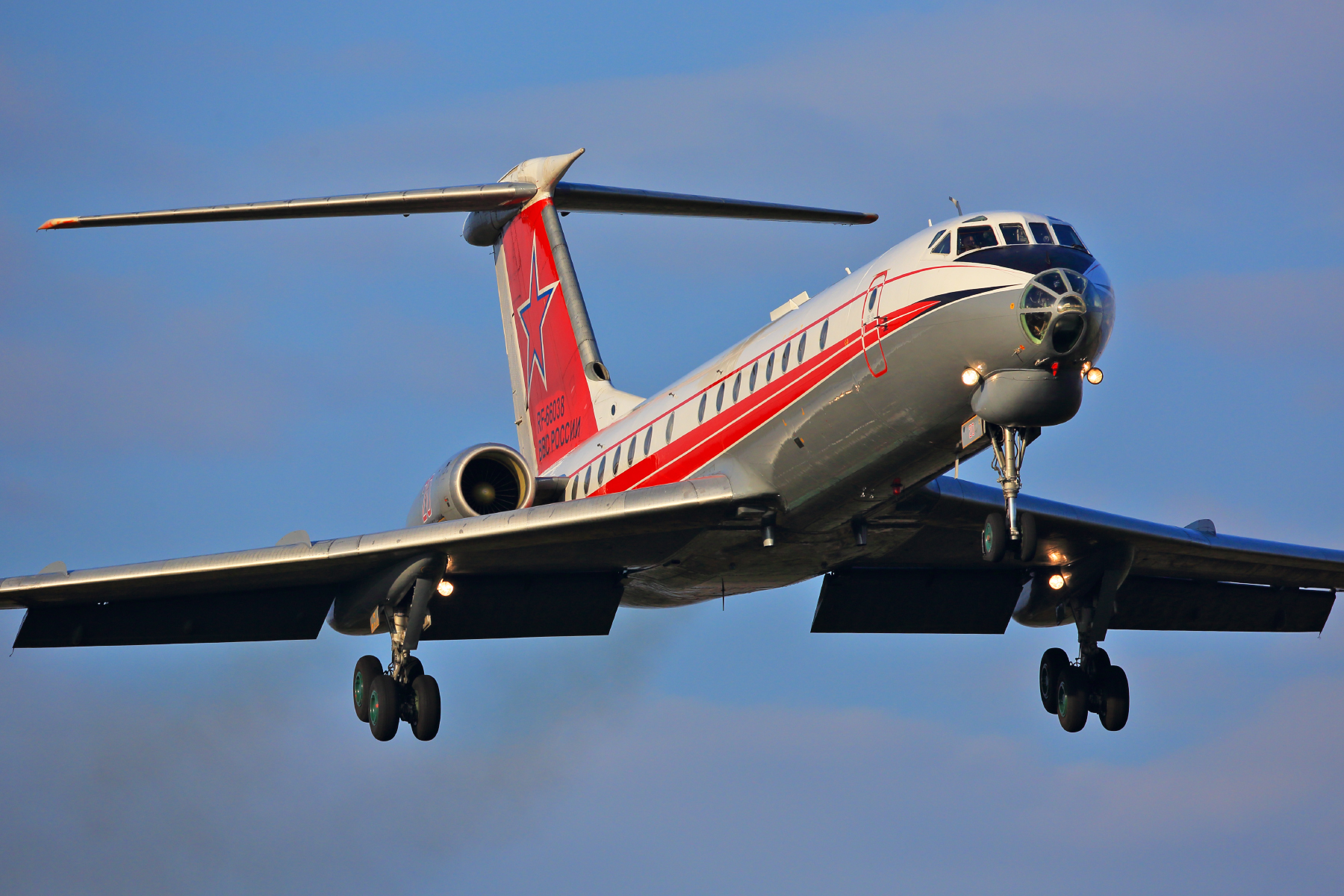
Tu-134Sch RF-66038 der Russischen Luftstreitkräfte, 2015

Die Tu-134 versah viele Jahre lang in den Fluggesellschaften der Sowjetunion und osteuropäischer Staaten ihren Dienst. Am 9. September 1967 erfolgte der erste Linienflug bei Aeroflot auf der Strecke Moskau–Murmansk. Die erste internationale Verbindung flog die Tu-134 am 12. September 1967 auf der Strecke Moskau–Stockholm. Ab 1. Oktober 1968 flog sie ebenfalls bei der DDR-Fluggesellschaft Interflug. Die Tu-134A wurde erstmals ab November 1970 im Liniendienst eingesetzt. Heute gibt es die Tu-134 noch in den GUS-Staaten. Doch auch hier wird sie wegen ihres sehr hohen Kraftstoffverbrauchs ausgemustert und durch modernere Flugzeugtypen ersetzt. Westeuropa darf die Tu-134 wegen zu großer Lärmentwicklung nicht mehr anfliegen.
Am 30. August 1978 wurde eine Tu-134 von zwei DDR-Bürgern nach West-Berlin entführt. Diese Flucht war zuvor nicht geplant gewesen.
Im Februar 2007 gab der russische Verkehrsminister Igor Lewitin bekannt, alle Tu-134-Flugzeuge bis 2012 aus dem Verkehr zu nehmen. In Russland waren 2007 noch rund 270 Tu-134 im Einsatz. Dieser Wert reduzierte sich bis April 2010 auf etwa 170 Exemplare. Nach einer Reihe von Unfällen erklärte Präsident Medwedew im Juni 2011, dass alle verbliebenen Maschinen beschleunigt außer Dienst gestellt werden sollen. Das Transportministerium weitete kurz darauf diese Ankündigung aus, indem sie erklärte, ab Januar 2012 alle Maschinen mit mehr als fünf Tonnen Abflugmasse, die mehr als neun Personen befördern können und nicht mit einem Bodenannäherungs-Warnsystem ausgerüstet sind, aus dem Linieneinsatz zu nehmen. Dies würde nicht nur die Tu-134, sondern auch Flugzeuge wie Jak-40 oder An-24 treffen.
Trotzdem waren zumindest einige Exemplare der Tu-134 im Jahr 2014 weiterhin im Dienst. Dies war bei den russischen Fluggesellschaften UTair und Alrosa Airlines der Fall. Letztere nutzte ab 2014 noch eine einzelne Maschine, ab 2017 war die Alrosa einzige zivile Betreiberin des Flugzeugtyps.
Am 22. Mai 2019 beendete die Alrosa den Betrieb ihrer letzten Tupolew Tu-134B, die bis dahin 31.000 Flugstunden angesammelt hatte. Das Flugzeug sollte nach dem letzten zivilen Passagierflug im Museum des Flughafens Nowosibirsk-Tolmatschowo ausgestellt werden.
Das Verteidigungsministerium setzt seine Tu-134 weiterhin ein. 2017 befand sich der Ersatz der 37 vorhandenen Flugzeuge durch An-148 wegen der Unklarheiten mit deren im nunmehr verfeindeten Bruderstaat Ukraine befindlichen Hersteller erneut in der Schwebe. Im Jahr 2018 wurde stattdessen erwogen, zum Ersatz der noch vorhandenen zwei Tu-134 im Gebiet des Nordpolarmeers sowie der 36 Flugzeuge des Verteidigungsministeriums eine verkleinerte Version der Suchoi Superjet zu beschaffen, welche über möglichst wenige westliche Komponenten verfügen sollte; solche Flugzeuge stünden nicht vor dem Jahr 2022 bereit.
Heute fliegt sie noch bei der Nordkoreanischen Fluggesellschaft Air Koryo.

## Tu-134 in deutschen Museen

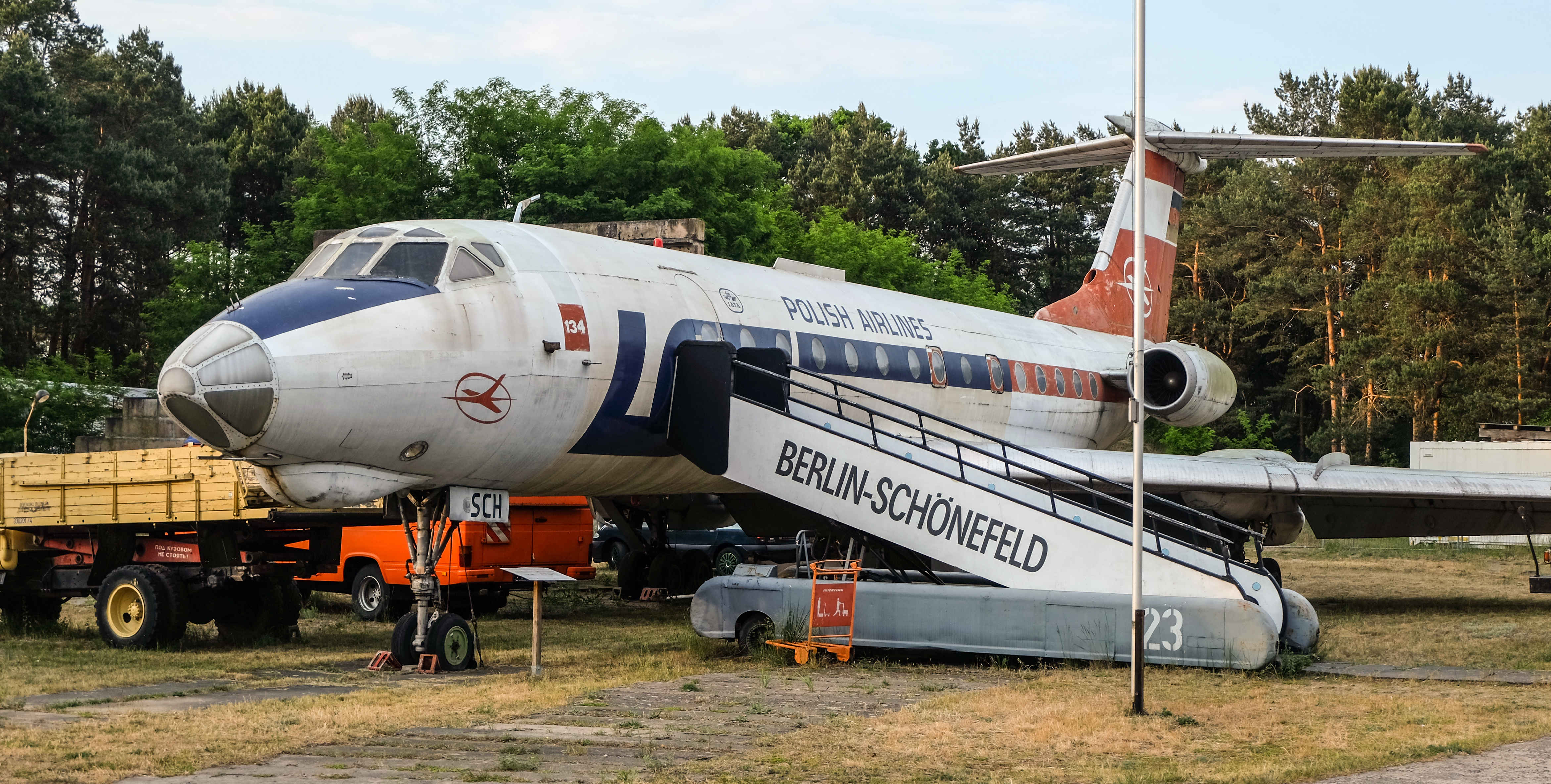
DDR-SCH in Finowfurt

- Flugplatz Magdeburg, Tu-134 aus Bestand der Interflug (Werk-Nr. 8350503, Kennzeichen DDR–SCB)
- Luftfahrtmuseum Finowfurt, Tu-134 aus Bestand der Interflug (Werk-Nr. 9350906, Kennzeichen DDR–SCH)
- Flugausstellung Hermeskeil, Tu-134A aus Bestand der Interflug (Werk-Nr. 1351304, Kennzeichen DDR–SCK)
- Luftfahrt- und Technikmuseum Merseburg Tu-134 aus Bestand der Interflug (Werk-Nr. 9350913, Kennzeichen DDR–SCZ, ex DM–VBB)[8]
- Technikmuseum Sinsheim: Tu-134 mit dem Kennzeichen HA-LBH der ehemaligen ungarischen Fluggesellschaft Malév
- Flugplatzmuseum Cottbus: Die ehemalige Aeroflot-Maschine mit dem Kennzeichen СССР–65745 konnte nach einer harten Landung auf dem Flughafen Erfurt nicht mehr im zivilen Luftverkehr eingesetzt werden. Sie wurde notdürftig repariert nach Berlin-Schönefeld geflogen und von dort auf dem Landweg nach Wartin transportiert, wo sie als Trainingsobjekt für die Antiterroreinheit des Ministeriums für Staatssicherheit genutzt wurde. Nach der Wende sollte sie als Gaststätte genutzt werden[9], wofür aber u. a. wegen der zu geringen Kabinenhöhe keine Erlaubnis erteilt wurde. 2017 konnte das Museum die Maschine erwerben, sie soll restauriert werden, in der Kabine soll eine Ausstellung gezeigt werden.[10][11]

Zurzeit nicht zugänglich:
- Firma Hydro (Biberach (Baden)), Tu-134A aus Bestand der Interflug (Werk-Nr. 1351305, Kennzeichen DDR–SCL, ex DM–VBC)

Nicht mehr existent:
- Flughafen Leipzig/Halle, Tu-134 aus dem Bestand der Interflug (Werk-Nr. 9350905, Kennzeichen DDR–SCF), wurde zwischen dem 5. und 7. August 2013 vor Ort zerkleinert und abtransportiert

## Zwischenfälle
- Am 19. November 1969 überrollte eine Tupolew Tu-134 der ungarischen Malév (Luftfahrzeugkennzeichen HA-LBA) bei der Landung auf dem Flughafen Istanbul-Yeşilköy (Türkei) das Landebahnende. Das Fahrwerk brach zusammen, als das Flugzeug auf weichen Boden auflief. Der Navigator im Bug des Flugzeugs wurde verletzt. Alle Insassen, Besatzungsmitglieder und Passagiere, überlebten den Unfall.[12]

- Am 23. Mai 1971 verunglückte eine Tupolew Tu-134A (YU-AHZ) der jugoslawischen Aviogenex im Anflug auf den Flughafen Rijeka auf der Insel Krk. Bei der überharten Landung, verursacht durch schlechtes Wetter mit starkem Regen, heftigen Turbulenzen und schlechter Sicht durch Wolken, brach die rechte Tragfläche ab. Die Maschine legte sich auf den Rücken und fing Feuer, 78 Menschen starben. Nur fünf Personen konnten die Maschine lebend verlassen.[13][14] Unter den Opfern war der bekannte kroatische Dichter Josip Pupačić mit seiner Frau und Tochter (siehe auch Aviogenex-Flug 130).

- Am 16. September 1971 stürzte eine Tu-134 der Malév bei schlechtem Wetter in der Nähe des internationalen Flughafens von Kiew ab. Alle 49 Insassen kamen ums Leben (siehe auch Malév-Flug 110).

- Am 1. September 1975 beförderte eine Tu-134 (DM-SCD) der DDR-Fluggesellschaft Interflug unter der Flugnummer IF 1107 aus Stuttgart kommend Gäste der Leipziger Messe. Bei schlechten Sichtbedingungen unterschritt der Pilot im Landeanflug die Entscheidungshöhe von 60 Metern. Das Flugzeug kollidierte mit der Antenne des Middle Locators (LM) und schlug im Gelände auf. Dabei kamen 23 der 29 Fluggäste sowie drei Flugbegleiterinnen ums Leben. Ein weiterer Fluggast erlag später seinen Verletzungen.

- Am 2. April 1977 befand sich eine mit Fleischprodukten beladene Tupolew Tu-134A der Aviogenex (YU-AJS) im Landeanflug auf den Flughafen Libreville in Gabun, als die Piloten bemerkten, dass die Landebahn durch eine rangierende Boeing 707 blockiert war. Der diensthabende Fluglotse hatte die Piloten zuvor nicht darüber in Kenntnis gesetzt. Beim hastigen Einleiten des Durchstartens bei Regen verriss der übermüdete Kapitän die Steuersäule, wodurch die Maschine einen Schlenker flog, dabei einen 60 Meter hohen Affenbrotbaum streifte und abstürzte. Alle acht Menschen an Bord kamen dabei ums Leben (siehe auch Flugunfall der Aviogenex bei Libreville).[15]

- Am 21. September 1977 wurde eine auf einem Flug von Istanbul nach Budapest mit planmäßigem Zwischenstopp in Bukarest befindliche Tupolew Tu-134 der Malév (HA-LBC) bei Urziceni, Rumänien ins Gelände geflogen, nachdem die Piloten ein kontinuierliches Sinken der Maschine, welches aus einem Flug mit zu geringer Leistung resultierte, nicht bemerkt hatten. Nach dem Aufprall schlitterte die Maschine in ein Feld und geriet in Brand, 29 der 53 Insassen starben (siehe auch Malév-Flug 203).

- 11. August 1979: Kollision von zwei Tu-134 der Aeroflot in der Nähe der Siedlung Kuryliwka (Dniprodserschynsk) mit 178 Toten. In der Maschine mit dem Kennzeichen CCCP-65735 kamen alle 84 Insassen ums Leben, in der anderen (CCCP-65816) wurden alle 94 getötet. 17 der Insassen waren aus der usbekischen Fußballmannschaft Paxtakor Taschkent. (Flugzeugkollision von Dniprodserschynsk).[16][17]

- Am 23. Januar 1980 verunglückte auf dem Flughafen von Warschau eine Tupolew Tu-134 der Polskie Linie Lotnicze LOT (SP-LGB, Eigenname Władysław Reymont) aus Brüssel via Berlin-Schönefeld kommend, indem sie bei schlechtem Wetter und nach versäumtem Auswerfen des Bremsschirms beim Ausrollen nicht rechtzeitig zum Stehen kam und gegen den Lärmschutzwall aufprallte; alle Insassen konnten die Maschine unverletzt verlassen, bevor sie ausbrannte.[18][19]

- Am 10. Januar 1984 kollidierte eine vom Flughafen Berlin-Schönefeld gestartete Tupolew Tu-134 der Balkan Bulgarian Airlines (LZ-TUR) im Landeanflug auf den Flughafen Sofia bei starkem Schneefall mit einer Stromleitung, nachdem die Piloten trotz fehlender Sicht unter die Entscheidungshöhe geflogen waren. Die Maschine zerschellte vier Kilometer von der Landebahn entfernt in den Kuhstall eines genossenschaftlichen Landwirtschaftsbetriebs. Bei diesem erneuten CFIT (Controlled flight into terrain) wurden alle 45 Passagiere sowie alle fünf Besatzungsmitglieder getötet. Spätere Enthüllungen zu dem Unfall ergaben, dass der Kapitän der Maschine von einem Inspektor der staatlichen bulgarischen Luftfahrtinspektion, der kurz vor dem Abflug der Maschine zugestiegen war, dazu gedrängt wurde, die Landung blind auszuführen (siehe auch Flugunfall der Tupolew Tu-134 LZ-TUR der Balkan Bulgarian Airlines).[20]

- Am 1. Februar 1985 machten die Piloten einer Tu-134 der Aeroflot (CCCP-65910) kurz nach dem Start vom Flughafen Minsk 2 eine Notlandung in einem Wald, 10 Kilometer vom Flughafen entfernt. Kurz nacheinander waren beide Triebwerke ausgefallen, da diese Klareis eingesaugt hatten. Bei dem Unfall wurden 58 Insassen getötet, 55 Passagiere und 3 Besatzungsmitglieder; 22 Insassen überlebten. (siehe auch Aeroflot-Flug 7841)[21]

- Am 2. Juli 1986 musste eine Tupolew Tu-134 der Aeroflot (CCCP-65120) auf dem Flug vom Flughafen Syktywkar nach Moskau im Gelände notlanden, nachdem ein Feuer ausgebrochen war, wobei 54 der 94 Insassen starben. Mutmaßliche Brandquelle waren Gefahrgüter, die durch einen Passagier an Bord genommen worden waren.[22]

- 19. Oktober 1986: Flugunfall einer Tu-134 in Südafrika. Unter den 34 Toten waren viele mosambikanische Regierungsmitglieder.

- Am 20. Oktober 1986 verunglückte eine Tupolew Tu-134A der sowjetischen Aeroflot (CCCP-65766) auf dem Flug von Jekaterinburg nach Grosny bei der Zwischenlandung am Flughafen Kuibyschew, Sowjetunion. Der Kapitän hatte beim Landeanflug mit seinem Kopiloten gewettet, dass er das Flugzeug nur mit den Instrumenten landen könne, und verhängte dazu die Cockpit-Fenster. Von den 85 Passagieren und 7 Crew-Mitgliedern starben 70 beim Unfall und teils später im Krankenhaus.[23][24]

- Am 12. Dezember 1986 wurde eine Tu-134A der Aeroflot auf dem Weg von Minsk nach Berlin-Schönefeld (Aeroflot-Flug 892) nahe Bohnsdorf in ein Waldgebiet geflogen (Controlled flight into terrain). Dabei starben 72 der 82 Insassen, darunter 20 Schulkinder aus Schwerin, alle 15 oder 16 Jahre alt, ihre Lehrerin und zwei Betreuer. Sieben Schüler überlebten. Der Grund für den Unfall war,[25][26] dass die Piloten die sonst übliche, aber an diesem Tag wegen Sanierungsarbeiten gesperrte nördliche 25R Landebahn anflogen. Entsprechende Hinweise der Flugsicherung ignorierten sie. Als sie ihren Fehler bemerkten, wollten sie nicht durchstarten, sondern mit einer Kurve den Anflug auf die 500 Meter Richtung Westen versetzte, südliche Landebahn 25L umleiten. Bei diesem Manöver kollidierte das Flugzeug mit Baumwipfeln und stürzte in ein Waldgebiet.

- Am 13. Januar 1990 fielen in einer Tu-134A der Aeroflot (CCCP-65951) auf dem Weg von Tjumen nach Ufa durch einen Brand in einem Frachtabteil Triebwerke und Elektrik aus. Bei der folgenden Notlandung nahe Perwouralsk (Russland) verloren 27 der 71 Insassen ihr Leben.[27]

- Am 12. Januar 1991 wurde eine Tupolew Tu-134AK der Vietnam Airlines (VN-A126) bei einer sehr harten Landung auf dem Flughafen Tan-Son-Nhat irreparabel beschädigt. Personen kamen nicht zu Schaden.[28]

- Am 27. August 1992 wurde eine aus Donezk, Ukraine kommende Tu-134A der Aeroflot (CCCP-65058) beim Landeanflug auf Iwanowo, Russland 3 Kilometer vor dem Flughafen in den Boden geflogen. Dabei starben alle 84 Insassen. Die Unfallursache war ein Controlled flight into terrain (CFIT) (siehe auch Aeroflot-Flug 2808).[29]

- Am 20. September 1993 wurde eine Tupolew Tu-134A der Orbi Georgian Airways (4L-65809) ohne Passagiere oder Besatzung auf dem Flughafen Sochumi-Babuschara (Georgien) am Boden durch Beschuss mit Raketen oder Feuerwaffen zerstört.[30]

- Am 21. September 1993 wurde eine Tupolew Tu-134 der Transair Georgia (4L-65893) beim Anflug auf den Flughafen Sochumi-Babuschara (Georgien) von abchasischen Separatisten abgeschossen.[31] Die Maschine wurde von einer russischen Strela-2-Rakete getroffen und stürzte ins Meer. Dabei wurden alle 27 Insassen getötet, 5 Besatzungsmitglieder und 22 Passagiere.[32]

- Am 5. Dezember 1995 verunglückte eine Tu-134B-3 der Azerbaijan Airlines (4K-65703) nach dem Start vom Flughafen Nachitschewan. Während des Steigflugs nach dem Start fiel das Triebwerk Nr. 1 (links) aus. Die dreiköpfige Besatzung stellte jedoch das noch funktionierende Triebwerk Nr. 2 (rechts) ab. Daraufhin kam es zum Kontrollverlust; die Maschine schlug auf einem Feld knapp 4 Kilometer von der Startbahn entfernt auf. Von den 82 Insassen starben 52. Auslöser war ein schon lange bestehender, nicht reparierter Defekt am Triebwerk 1 (siehe auch Azerbaijan-Airlines-Flug 56).[33]

- Am 3. September 1997 wurde eine Tupolew Tu-134B-3 der Vietnam Airlines (VN-A120) im Landeanflug auf den Flughafen Phnom Penh (Kambodscha) in den Boden geflogen. Bei diesem CFIT (Controlled flight into terrain) starben 65 Passagiere und Besatzungsmitglieder, ein einjähriges Baby überlebte (siehe auch Vietnam-Airlines-Flug 815).[34]

- 24. August 2004: Absturz einer Tu-134 der Fluggesellschaft Wolga-Awiaexpress von Moskau-Domodedowo nach Wolgograd nahe Tula und fast zeitgleicher Absturz einer Tu-154 der Sibir Airlines vom selben Flughafen in Richtung Sotschi nahe Rostow am Don. Beide Flugzeuge waren entführt worden und durch Sprengstoffanschläge Opfer offenbar tschetschenischer Terroristen. Alle 90 Insassen wurden getötet (44 in der Tu-134, 46 in der Tu-154) (siehe auch Anschläge auf zwei Flugzeuge in Russland am 24. August 2004).

- 10. Juli 2006: Aufgrund eines Vogelschlags verunglückte eine Tu-134 beim Start vom Flughafen Simferopol, glücklicherweise kamen alle Insassen mit dem Leben davon. Durch Zufall wurde dieser Vorfall auf einem Video festgehalten.[35]

- Am 17. März 2007 setzte eine Tupolew Tu-134 der russischen UTair (RA-65021) beim Anflug auf den Flugplatz Samara 300 Meter vor der Start- und Landebahn auf. Die Besatzung hatte selbst auf Nachfrage noch im Anflug vollkommen falsche Wetterdaten erhalten, unterschritt aber auch die vorgeschriebene Entscheidungshöhe, ohne die Landebahn in Sicht zu haben. Die Maschine zerbrach beim Aufprall und rollte in Rückenlage. Sechs Passagiere starben, 51 Menschen überlebten zum Teil schwer verletzt (siehe auch UTair-Flug 471).[36]

- 20. Juni 2011: Beim Landeanflug auf den Flughafen von Petrosawodsk stürzte eine gecharterte Tu-134A-3 mit dem Kennzeichen RA-65691 der russischen RusAir aus Moskau kommend etwa einen Kilometer vor Beginn der Landebahn auf eine Fernstraße, die durch ein Wohngebiet führt. Das Flugzeug zerbrach und fing Feuer.[37][38] Als Unfallursache wurden Fehler der Besatzung ermittelt: Sie sanken bei schlechtem Wetter ohne Sichtkontakt zum Boden unter die Sicherheitsflughöhe, anstatt ein Durchstartmanöver durchzuführen.[39] An Bord der Maschine befanden sich 43 Passagiere und neun Besatzungsmitglieder. Dabei kamen 47 der Insassen – darunter acht Kinder – ums Leben.[40] Unter ihnen war auch der russische FIFA-Schiedsrichter Wladimir Pettai.[37][38]

- 28. Dezember 2011: Eine Tupolew Tu-134A-3 der Air Kyrgyzstan (EX-020) kam nach der Landung am Flughafen Osch von der Runway ab und überschlug sich. Es wurden 31 Insassen verletzt; das Flugzeug wurde zerstört.[41]

- In der Nacht vom 13. auf den 14. Oktober 2024 brach ein Feuer auf der russischen Militärbasis Orenburg 2 aus. Dabei brannte eine Tu-134 des 117. Russischen Militärtransportfliegerregiment völlig aus. Menschen kamen nicht zu Schaden.[42]

## Technische Daten

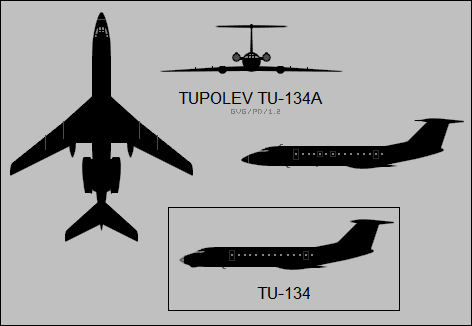
Tupolew Tu-134

| Kenngröße             | Tu-134 (1. Serie)                 | Tu-134A                           |
| --------------------- | --------------------------------- | --------------------------------- |
| Konzeption            | Verkehrsflugzeug für Kurzstrecken | Verkehrsflugzeug für Kurzstrecken |
| Besatzung             | 4                                 | 3–4                               |
| Passagiere            | 64–72                             | 76–84                             |
| Spannweite            | 29,01 m                           | 29,01 m                           |
| Länge                 | 34,95 m                           | 37,05 m                           |
| Höhe                  | 9,02 m                            | 9,14 m                            |
| Flügelfläche          | 127,30 m²                         | 127,30 m²                         |
| Flügelstreckung       | 6,6                               | 6,6                               |
| Leermasse             | 27.000 kg                         | 29.050 kg                         |
| Startmasse            | 44.000 kg                         | 47.000 kg                         |
| Antrieb               | zwei Solowjow D-30                | zwei Solowjow D-30-II             |
| Startleistung         | je 66,68 kN                       | je 69,38 kN                       |
| Höchstgeschwindigkeit | 870 km/h                          | 885 km/h                          |
| Reisegeschwindigkeit  | 800 km/h in 10.000 m              | 800 km/h in 10.000 m              |
| Landegeschwindigkeit  | 240 km/h                          | 240 km/h                          |
| Steiggeschwindigkeit  | 14,8 m/s                          | 14,5 m/s                          |
| Gipfelhöhe            | 13.000 m                          | 11.900 m                          |
| Reiseflughöhe         | 10.000 m                          | 9.800 m                           |
| Reichweite            | normal 2500 km maximal 3200 km    | normal 2000 km maximal 3500 km    |
| Start-/ Landestrecke  | 1000 m / 750 m                    | 1400 m / 780 m                    |

## Sonstiges
- Im Film Ein Bulle sieht rot (Originaltitel: Un condé) von Yves Boisset aus dem Jahre 1970 ist die Tupolew Tu-134A LZ-TUC der Balkan Bulgarian Airlines im Anflug auf den Flughafen Charles de Gaulle in Paris zu sehen. Die für einen französischen Film eher ungewöhnliche, schon fast monumentale Aufnahme eines Flugzeugs aus dem damaligen Ostblock zeigt die 1968 beschaffte Tupolew Tu-134A LZ-TUC in der ersten Lackierung noch mit der Aufschrift Български Въздушни Линии (Bulgarian Airlines) obwohl die Fluggesellschaft bereits seit deren Beschaffung 1968 offiziell unter dem Namen Балкан Български Въздушни Линии (Balkan Bulgarian Airlines) unterwegs war.